# Concistori di papa Pio X

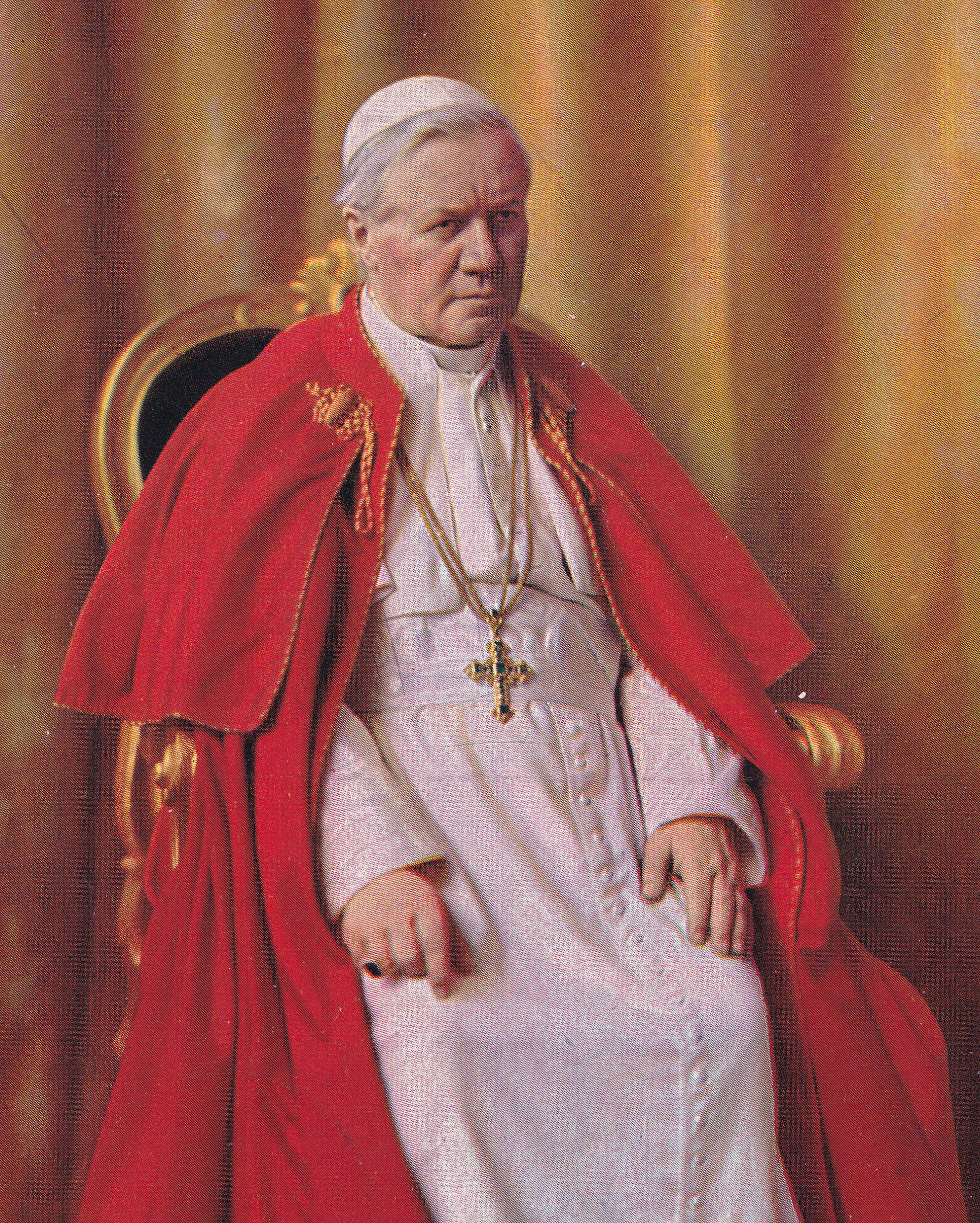
Papa Pio X

Questa voce raccoglie l'elenco completo dei concistori per la creazione di nuovi cardinali presieduti da papa Pio X, con l'indicazione di tutti i cardinali creati (50 nuovi cardinali in 7 concistori). Tra i porporati figura il suo immediato successore al soglio pontificio: Benedetto XV. I nominativi sono posti in ordine di creazione.

## 9 novembre 1903

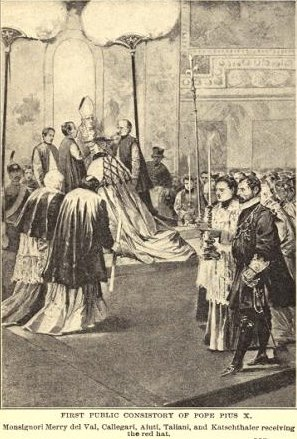
Papa Pio X crea i cardinali Rafael Merry del Val y Zulueta e Giuseppe Callegari nel suo primo concistoro

- Rafael Merry del Val, arcivescovo titolare di Nicea, pro-Segretario di Stato; creato cardinale presbitero di Santa Prassede, deceduto il 26 febbraio 1930;
- Giuseppe Callegari, vescovo di Padova; creato cardinale presbitero (pro illa vice) di Santa Maria in Cosmedin; deceduto il 14 aprile 1906.

## 11 dicembre 1905
- József Samassa, arcivescovo metropolita di Eger; creato cardinale presbitero di San Marco (titolo ricevuto il 6 dicembre 1906); deceduto il 20 agosto 1912;
- Marcelo Spínola y Maestre, arcivescovo metropolita di Siviglia; cardinale presbitero; deceduto il 20 gennaio 1906, prima di potersi recare a Roma per ricevere il titolo; beatificato nel 1987;
- Joaquim Arcoverde de Albuquerque Cavalcanti, arcivescovo metropolita di Rio de Janeiro; creato cardinale presbitero dei Santi Bonifacio e Alessio; deceduto il 18 aprile 1930;
- Ottavio Cagiano de Azevedo, maestro di camera della Corte Pontificia; creato cardinale diacono dei Santi Cosma e Damiano; deceduto l'11 luglio 1927.

## 15 aprile 1907
- Aristide Cavallari, patriarca di Venezia; creato cardinale presbitero (pro illa vice) di Santa Maria in Cosmedin; deceduto il 24 novembre 1914;
- Gregorio María Aguirre y García, O.F.M., arcivescovo metropolita di Burgos; creato cardinale presbitero di San Giovanni a Porta Latina (titolo ricevuto il 19 dicembre); deceduto il 9 ottobre 1913;
- Aristide Rinaldini, arcivescovo titolare di Eraclea di Europa, nunzio apostolico in Spagna; creato cardinale presbitero di San Pancrazio fuori le mura (titolo ricevuto il 19 dicembre); deceduto l'11 febbraio 1920;
- Benedetto Lorenzelli, arcivescovo di Lucca; creato cardinale presbitero di Santa Croce in Gerusalemme; deceduto il 15 settembre 1915;
- Pietro Maffi, arcivescovo metropolita di Pisa; creato cardinale presbitero di San Crisogono; deceduto il 17 marzo 1931;
- Alessandro Lualdi, arcivescovo metropolita di Palermo; creato cardinale presbitero dei Santi Andrea e Gregorio al Monte Celio, deceduto il 12 novembre 1927;
- Desiré-Félicien-François-Joseph Mercier, arcivescovo metropolita di Malines; creato cardinale presbitero di San Pietro in Vincoli; deceduto il 23 gennaio 1926.

## 16 dicembre 1907
- Pietro Gasparri, arcivescovo titolare di Cesarea di Palestina, presidente della Pontificia commissione per la codificazione del diritto canonico; cardinale presbitero di San Bernardo alle Terme; deceduto il 18 novembre 1934;
- Louis-Henri-Joseph Luçon, arcivescovo metropolita di Reims; creato cardinale presbitero di Santa Maria Nuova; deceduto il 28 maggio 1930;
- Pierre-Paulin Andrieu, vescovo di Marsiglia; creato cardinale presbitero di Sant'Onofrio; deceduto il 15 febbraio 1935;
- Gaetano De Lai, segretario della Congregazione del concilio; creato cardinale diacono di San Nicola in Carcere; deceduto il 24 ottobre 1928.

## 27 novembre 1911
- José María Cos y Macho, arcivescovo metropolita di Valladolid; creato cardinale presbitero di Santa Maria del Popolo (titolo ricevuto il 2 dicembre 1912); deceduto il 17 dicembre 1919;
- Diomede Falconio, O.F.M., arcivescovo titolare di Larissa, delegato apostolico negli Stati Uniti d'America; creato cardinale presbitero di Santa Maria in Ara Coeli; deceduto l'8 febbraio 1917;
- Antonio Vico, arcivescovo titolare di Filippi, nunzio apostolico in Spagna; creato cardinale presbitero di San Callisto (titolo ricevuto il 2 dicembre 1912); deceduto il 25 febbraio 1929;
- Gennaro Granito Pignatelli di Belmonte, arcivescovo titolare di Edessa di Osroene, nunzio apostolico in Austria-Ungheria; creato cardinale presbitero di Santa Maria degli Angeli; deceduto il 16 febbraio 1948;
- John Murphy Farley, arcivescovo metropolita di New York; creato cardinale presbitero di Santa Maria sopra Minerva; deceduto il 17 settembre 1918;
- Francis Alphonsus Bourne, arcivescovo metropolita di Westminster; creato cardinale presbitero di Santa Pudenziana; deceduto il 1º gennaio 1935;
- Franziskus von Sales Bauer, arcivescovo metropolita di Olomouc; creato cardinale presbitero di San Girolamo dei Croati (titolo ricevuto il 2 dicembre 1912); deceduto il 26 novembre 1915;
- Léon-Adolphe Amette, arcivescovo metropolita di Parigi; creato cardinale presbitero di Santa Sabina; deceduto il 29 agosto 1920;
- William Henry O'Connell, arcivescovo metropolita di Boston; creato cardinale presbitero di San Clemente e deceduto il 22 aprile 1944;
- Enrique Almaraz y Santos, arcivescovo metropolita di Siviglia; creato cardinale presbitero di San Pietro in Montorio (titolo ricevuto il 2 dicembre 1912); deceduto il 22 gennaio 1922;
- François-Virgile Dubillard, arcivescovo di Chambéry; creato cardinale presbitero di Santa Susanna; deceduto il 1º dicembre 1914;
- Franz Xaver Nagl, arcivescovo metropolita di Vienna; creato cardinale presbitero di San Marco (titolo ricevuto il 2 dicembre 1912); deceduto il 4 febbraio 1913;
- François-Marie-Anatole de Rovérié de Cabrières, vescovo di Montpellier; creato cardinale presbitero di Santa Maria della Vittoria; deceduto il 21 dicembre 1921;
- Gaetano Bisleti, maestro di camera della Corte Pontificia; creato cardinale diacono di Sant'Agata de' Goti; deceduto il 30 agosto 1937;
- Giovanni Battista Lugari, assessore della Congregazione del Sant'Uffizio; creato cardinale diacono di Santa Maria in Portico Campitelli; deceduto il 31 luglio 1914;
- Basilio Pompilj, segretario della Congregazione del concilio; creato cardinale diacono di Santa Maria in Domnica; deceduto il 5 maggio 1931;
- Louis Billot, S.I., teologo e filosofo; creato cardinale diacono di Santa Maria in Via Lata; rinunzia al cardinalato il 21 settembre 1927 (ratifica papale); deceduto il 18 dicembre 1931;
- Willem Marinus van Rossum, C.SS.R., teologo e canonista; creato cardinale diacono di San Cesareo in Palatio; deceduto il 30 agosto 1932.

Un cardinale riservato in pectore e pubblicato il 25 maggio 1914:
- António Mendes Bello, patriarca di Lisbona; creato cardinale presbitero dei Santi Marcellino e Pietro (titolo ricevuto l'8 settembre 1914); deceduto il 5 agosto 1929.

## 2 dicembre 1912
- Károly Hornig, vescovo di Veszprém; creato cardinale presbitero di Sant'Agnese fuori le mura; deceduto il 9 febbraio 1917.

## 25 maggio 1914
- Victoriano Guisasola y Menéndez, arcivescovo metropolita di Toledo; creato cardinale presbitero dei Santi Quattro Coronati (titolo ricevuto l'8 settembre 1914); deceduto il 2 settembre 1920;
- Louis Nazaire Bégin, arcivescovo metropolita di Québec; creato cardinale presbitero dei Santi Vitale, Valeria, Gervasio e Protasio; deceduto il 19 luglio 1925;
- Domenico Serafini, O.S.B.Subl., arcivescovo titolare di Seleucia Pieria, assessore della Congregazione del Sant'Uffizio; creato cardinale presbitero di Santa Cecilia; deceduto il 5 marzo 1918;
- Giacomo della Chiesa, arcivescovo metropolita di Bologna; creato cardinale presbitero dei Santi Quattro Coronati; poi eletto papa con il nome di Benedetto XV il 3 settembre 1914; deceduto il 22 gennaio 1922;
- János Csernoch, arcivescovo metropolita di Esztergom; creato cardinale presbitero di Sant'Eusebio; deceduto il 25 luglio 1927;
- Franziskus von Bettinger, arcivescovo metropolita di Monaco e Frisinga; creato cardinale presbitero di San Marcello; deceduto il 12 aprile 1917;
- Hector-Irénée Sévin, arcivescovo metropolita di Lione; creato cardinale presbitero della Santissima Trinità al Monte Pincio; deceduto il 4 maggio 1916;
- Felix von Hartmann, arcivescovo metropolita di Colonia; creato cardinale presbitero di San Giovanni a Porta Latina; deceduto l'11 novembre 1919;
- Friedrich Gustav Piffl, C.R.S.A., arcivescovo metropolita di Vienna; creato cardinale presbitero di San Marco; deceduto il 21 aprile 1932;
- Scipione Tecchi, assessore della Congregazione concistoriale e segretario del Sacro Collegio; creato cardinale diacono di Santa Maria in Domnica; deceduto il 22 gennaio 1915;
- Filippo Giustini, segretario della Congregazione per la disciplina dei sacramenti; creato cardinale diacono di Sant'Angelo in Pescheria; deceduto il 17 marzo 1920;
- Michele Lega, decano della Sacra Rota Romana; creato cardinale diacono di Sant'Eustachio, deceduto il 16 dicembre 1935;
- Francis Aidan Gasquet, O.S.B., teologo e biblista; cardinale diacono di San Giorgio in Velabro; deceduto il 5 aprile 1929.

## Nazioni con i primi cardinali autoctoni
Nei concistori presieduti da papa Pio X, solo 1 nazione ha avuto il suo primo cardinale autoctono nella storia della Chiesa cattolica.

### Suddivisione per concistoro
| Concistoro    | Nazioni   | Totale |
| ------------- | --------- | ------ |
| Dicembre 1905 | - Brasile | 1      |
| TOTALE        | TOTALE    | 1      |

### Suddivisione per continente
| Continente | Nazioni   | Totale |
| ---------- | --------- | ------ |
| America    | - Brasile | 1      |
| TOTALE     | TOTALE    | 1      |